# Bruno Neidhardt von Gneisenau

Oberst von Gneisenau (vor 1868)

Bruno Friedrich Alexander Graf Neidhardt von Gneisenau (* 3. Mai 1811 in Kauffung; † 2. November 1889 in Naumburg (Saale)) war ein preußischer General der Infanterie.

## Leben

### Herkunft
Er war der Sohn des preußischen Reformers und späteren Generalfeldmarschalls August Neidhardt von Gneisenau (1760–1831) und dessen Ehefrau Juliane Karoline Friederike, geborene Freiin von  Kottwitz (1772–1832). Seine Ehefrau wurde Eleonore Freiin von Klot-Trautvetter (1817–1887). Das Ehepaar hatte drei Kinder, den Sohn August sowie die Töchter Anna und Helene. Die Tochter Anna heiratete den Major und Fideikommissherrn Kuno von der Hagen-Hohennauen.

### Militärkarriere
Gneisenau besuchte das Pädagogium in Bunzlau und später die Ritterakademie Liegnitz. Er trat am 1. Juni 1830 als Freiwilliger in das 1. Kürassier-Regiment der Preußischen Armee ein. Am 21. Januar 1832 folgte seine Versetzung zur 2. Jäger-Abteilung, wo er im März 1833 zum Sekondeleutnant befördert wurde. Als solcher kam Gneisenau Anfang April 1838 zur 1. Jäger-Abteilung. Im April 1846 wurde er Adjutant bei der Inspektion der Jäger und Schützen und am 4. Februar 1847 unter Beförderung zum Premierleutnant zum Garde-Jäger-Bataillon in Potsdam versetzt. Vom 21. November 1848 bis 18. Juni 1850 diente Gneisenau als Zweiter Adjutant bei der Inspektion der Jäger und Schützen und wurde anschließend unter gleichzeitiger Beförderung zum Hauptmann in das Garde-Schützen-Bataillon übernommen. Nach weiteren Verwendungen in verschiedenen Jäger-Bataillonen nahm Gneisenau am 13. April 1861 mit dem Charakter als Oberstleutnant seinen Abschied, trat in Nassauische Dienste über und wurde Kommandeur des 2. Infanterie-Regiments. In dieser Stellung am 25. Juni 1864 zum Oberst befördert, trat er Ende des Jahres wieder in preußische Dienste zurück. Er erhielt dabei das Kommando über 4. Thüringische Infanterie-Regiment Nr. 72 in Torgau.
1866 nahm Gneisenau während des Krieges gegen Österreich an den Kämpfen bei Liebenau, Münchengrätz und Blumenau teil. In der Schlacht bei Königgrätz wurde er durch einen Granatsplitter leicht verwundet. Im Jahr 1868 wurde er zum Generalmajor ernannt. Als solcher nahm er 1870/71 am Deutsch-Französischen Krieg als Kommandeur der 31. Infanterie-Brigade der 16. Division teil und wurde mit beiden Klassen des Eisernen Kreuzes ausgezeichnet.
Am 18. Februar 1873 wurde Gneisenau Kommandant von Magdeburg und einen Monat später zum Generalleutnant befördert. Unter Versetzung zu den Offizieren von der Armee wurde er am 18. Mai 1876 Gouverneur der Festung Ulm. In Genehmigung seines Abschiedsgesuchs wurde Gneisenau am 4. April 1882 unter Verleihung des Charakters als General der Infanterie zu Disposition und gleichzeitig à la suite des Colberger Grenadier-Regiments (2. Pommersches) Nr. 9 gestellt.
Er war seit 1881 Domherr zu Naumburg und seit 1885 Mitglied des Preußischen Herrenhauses.